# Dorpskerk (Ellecom)
De Dorpskerk, ook wel de Nederlands Hervormde kerk of de Nicolaaskerk, is een protestantse kerk in de Nederlandse plaats Ellecom. 

## Geschiedenis
De kerk is in de 12e eeuw gebouwd, later gewijd aan Nicolaas van Myra. Deze wijding heeft vermoedelijk verband met de ligging nabij de IJssel en de kans op overstromingen, waar Nicolaas veel werd aangeroepen ter bescherming van overstromingen. Voordat de kerk was gebouwd was op dezelfde locatie een houten kapel, hetgeen wordt geconcludeerd op basis van verkleuringen in de grond onder het priesterkoor. In de 12e eeuw werd een tufstenen kerk gebouwd in romaanse bouwstijl, waar in 1175 een tufstenen toren aan toegevoegd werd.
De inkomsten van de kerk gingen destijds naar de geestelijken van de Sint Walburgiskerk in Zutphen. Vanuit de Sint Walburgiskerk werd ook de pastoor toegewezen. Dit veranderde tijdens de reformatie, waarbij de kerk overging naar de protestanten. Het geslacht Van Middachten, wonende nabij Ellecom, kregen na de reformatie het collatierecht.
De kerk heeft diverse verbouwingen ondergaan. Het priesterkoor werd rond 1450 in gotische stijl verbouwd, terwijl het neogotische schip uit 1859 dateert. Tijdens de verbouwing in de 19e eeuw werd een crypte onder de kerk toegevoegd, voor leden van de familie Bentinck. De bewoners van Ellecom waren niet allen content met de laatste verbouwingen, hetgeen leidde dat men zich tot een andere, nieuw gebouwde, kerkgebouw wendde. Het eigendomsrecht van de kerk kwam begin 20e eeuw ter discussie, waar zowel de familie Bentinck als de hervormde gemeente aanspraak op de kerk dachten te maken. Na ruim onderzoek werd vlak na de Tweede Wereldoorlog de kerk toegewezen aan de hervormde kerk. In de laatste dagen van die oorlog werd een deel van de kerk vernield doordat een V1 nabij de kerk insloeg. Na de oorlog is de kerk hersteld.

## Gebouw
De kerk is opgezet als eenbeukige zaalkerk. Er waren begin 20e eeuw plannen voor uitbreiding met een zijbeuk, hetgeen echter geen doorgang heeft gevonden. Het priesterkoor is driezijdig gesloten, bevat in de met steunberen ondersteunde muren spitsboogvensters en heeft aan de binnenzijde een netgewelf op colonnetten. In de vloer van het priesterkoor ligt de grafsteen van Hendrik van Middachten. In de kerk zijn nog diverse andere invloeden van de heren van Kasteel Middachten aanwezig, zoals rouwborden en de Middachterbank. De toren, met een ingesnoerde naaldspits, is het oudste bestaande deel van de kerk. In de toren hangt een klok gegoten door François Hemony. Het uurwerk dateert uit 1702. In de kerk werd in 1874 een orgel geplaatst van de firma Leichel, geschonken door Caroline Bentinck. Het binnenwerk van het orgel daarvan is in 1968 vervangen door een orgel van K.B. Blank & Zoon. Op het buitenwerk staat het wapen van Carel en Caroline Bentinck. Rondom de kerk is het kerkhof, waar tot 1874 mensen begraven werden. Het oudste aanwezige grafkruis stamt uit 1575.
De kerk is in 1970 aangewezen als rijksmonument.

## Galerij

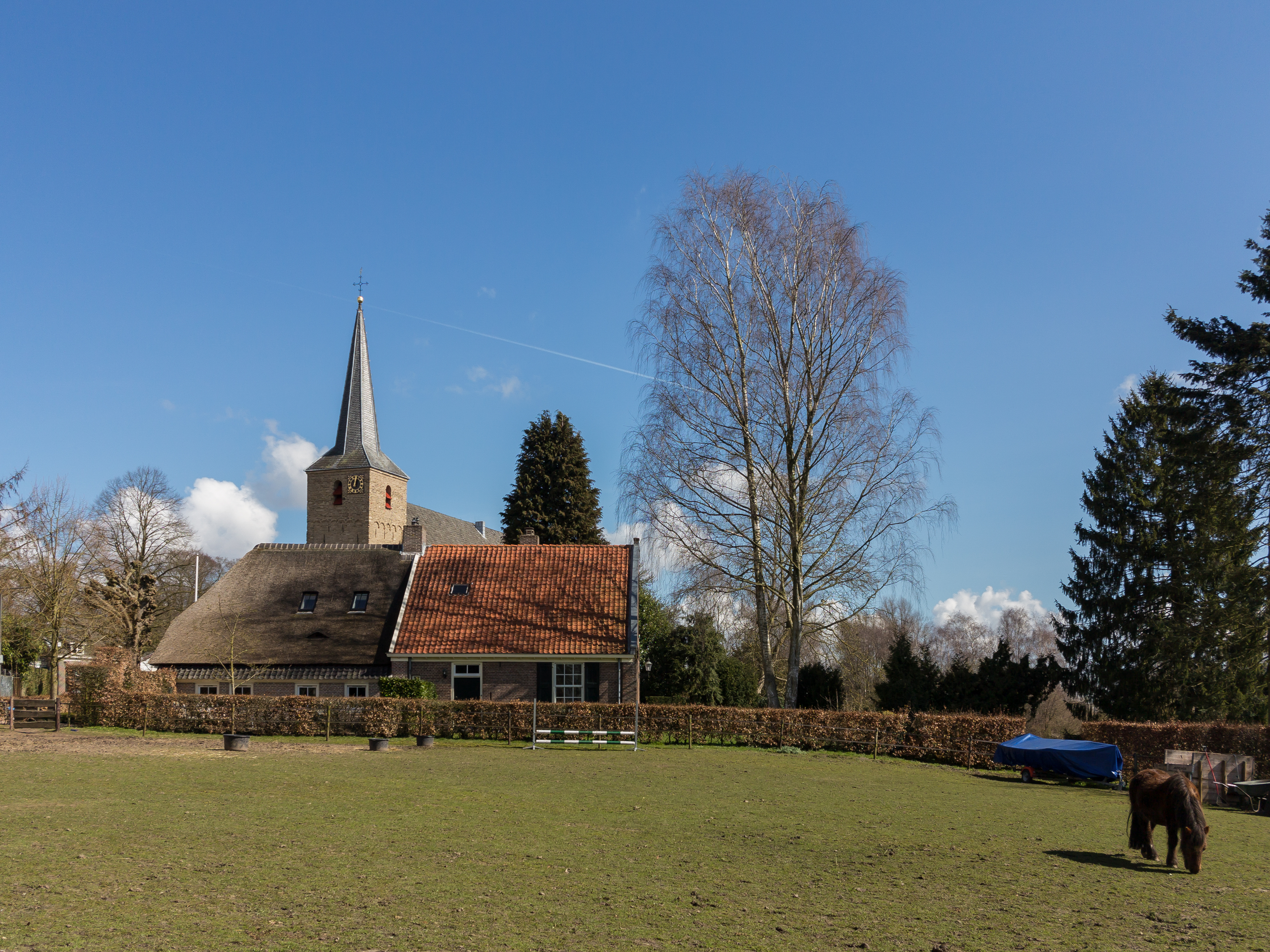
Kerk aan de rand van Ellecom (2015)
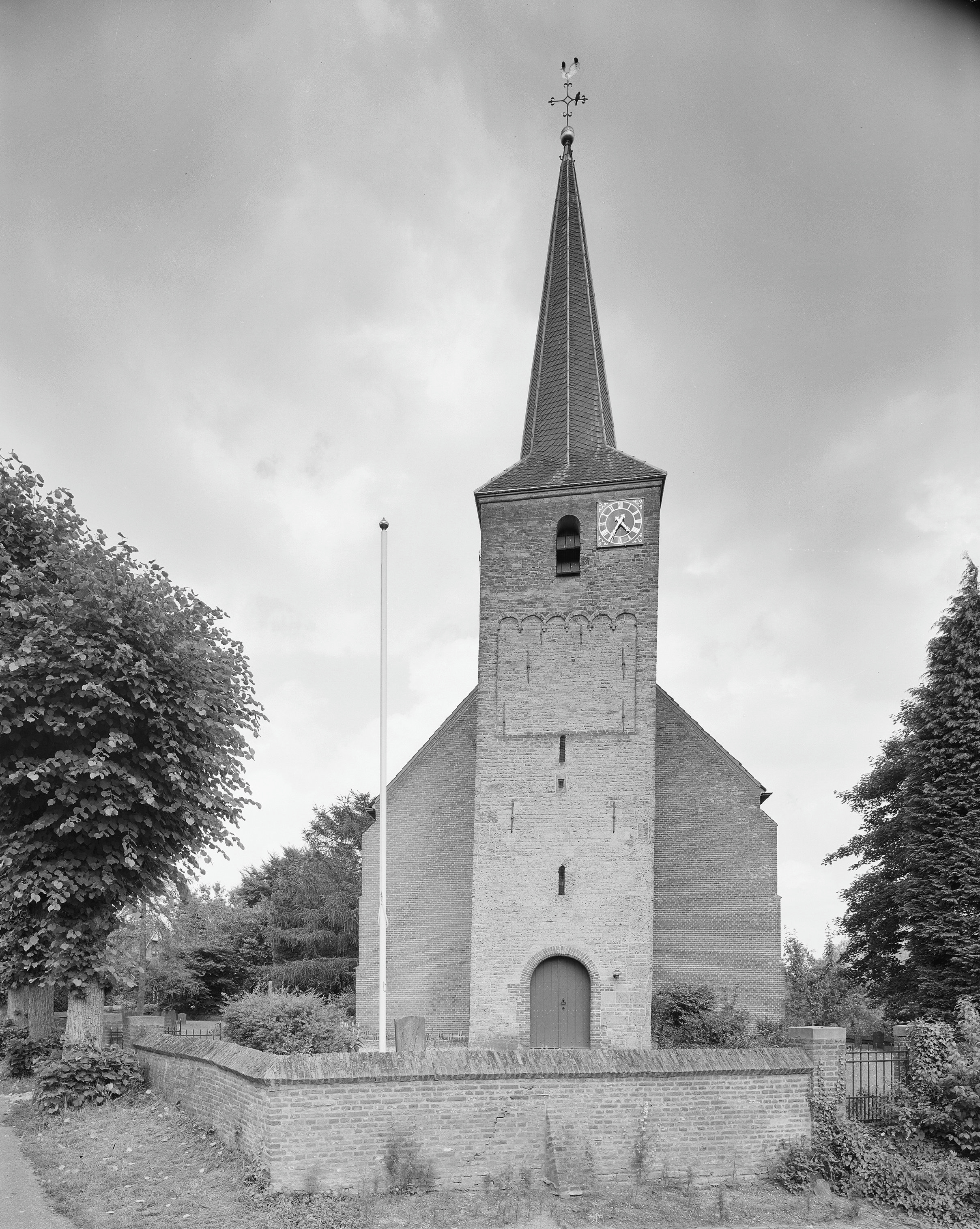
Vooraanzicht (1999)
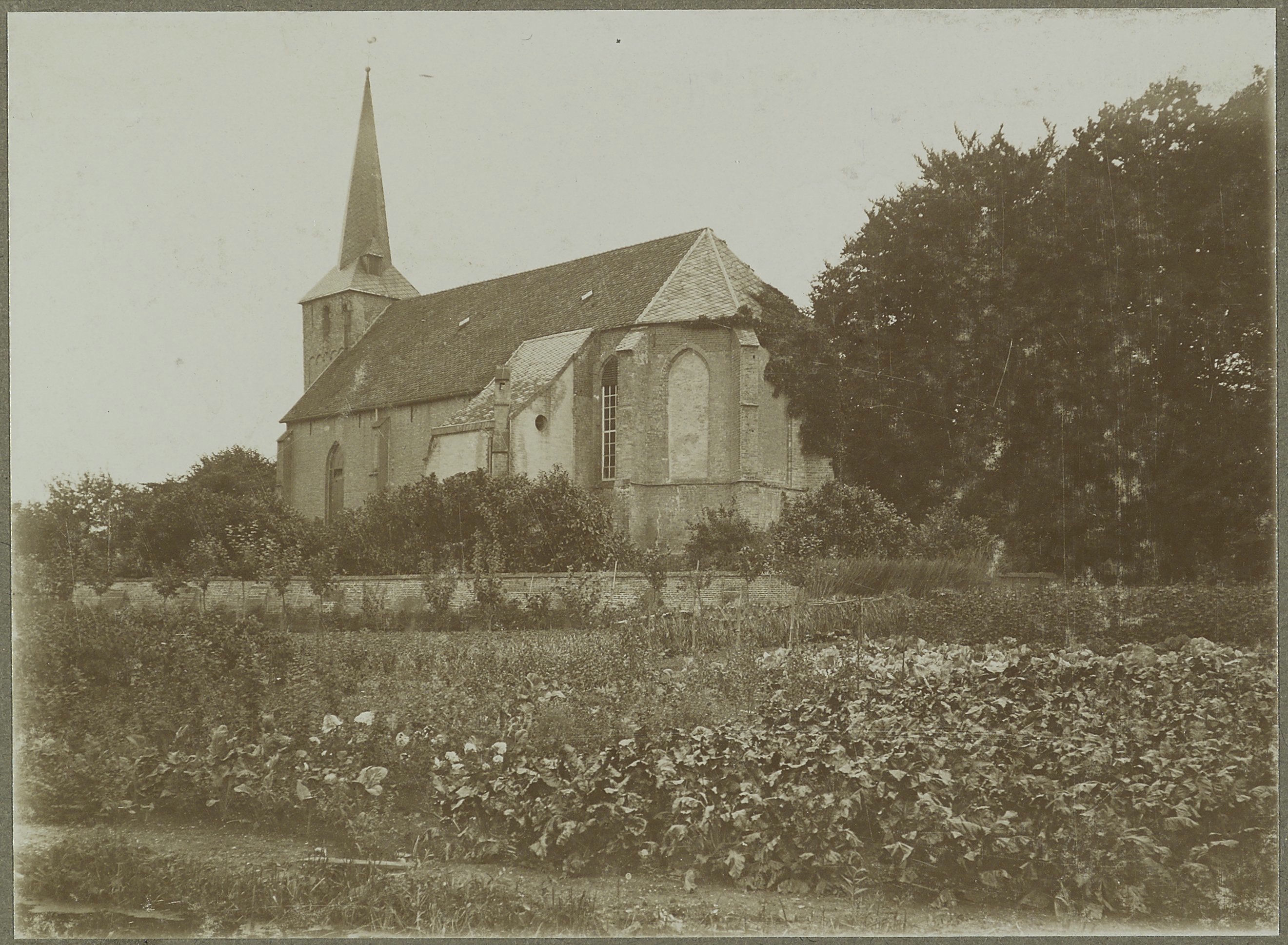
Achteraanzicht
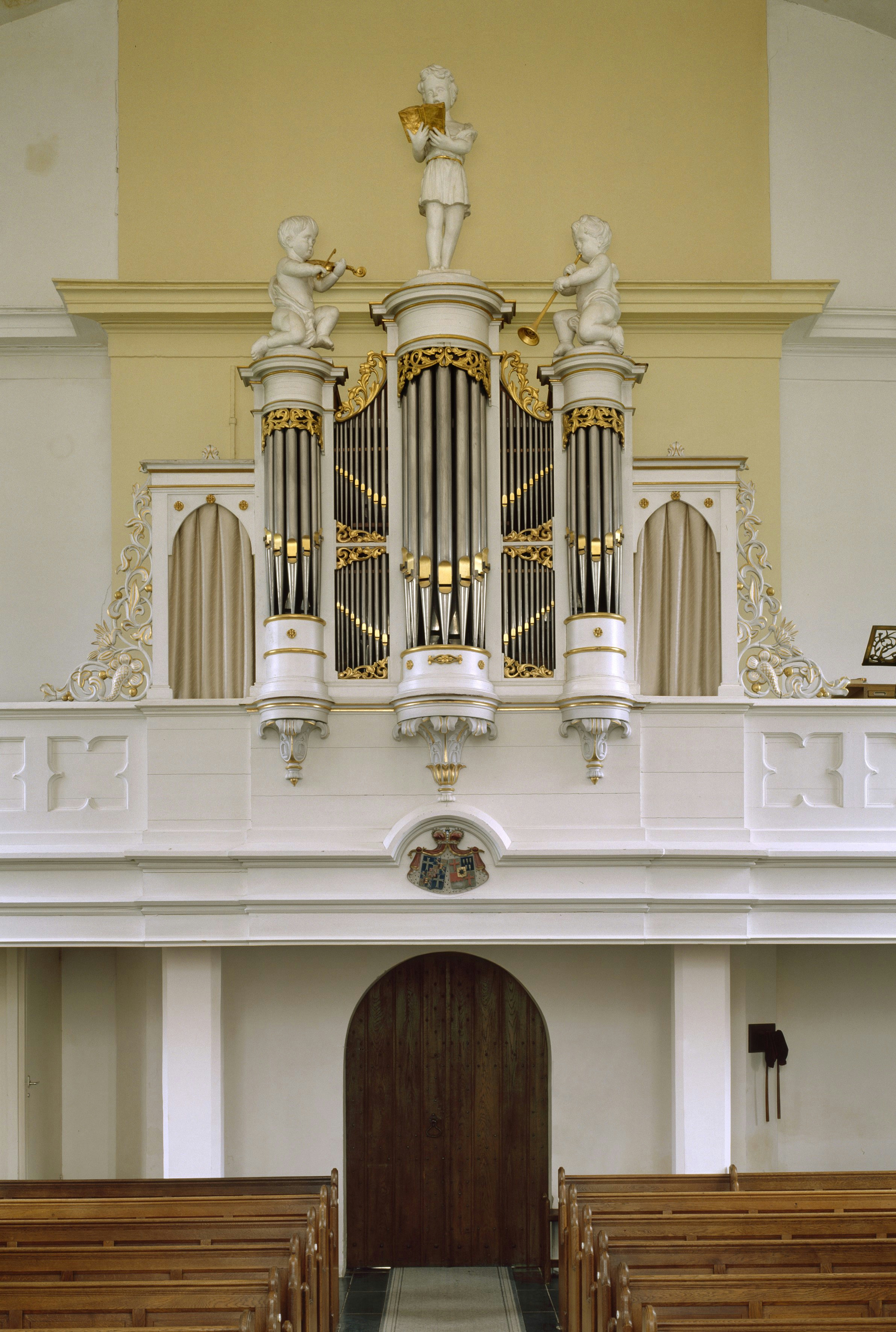
Kerkorgel (2005)